# V-파렌 나가사키
V-파렌 나가사키(일본어: V・ファーレン長崎)는 나가사키시와 이사하야시를 연고지로 하는 일본의 축구 클럽으로 2004년 창단한 뒤 현재 J2리그에 소속되어 있으며 팀명은 승리를 뜻하는 포르투갈어 vitoria 및 평화를 뜻하는 네덜란드어 vrede의 앞글자 V와 '항해하다'라는 뜻의 네덜란드어 파렌(네덜란드어: varen 파런[*])의 합성어이다.

## 역사
2004년에 일본 나가사키현 아리아케쵸에서 활동한 '아리아케 SC'로 창단한 직후 열린 나가사키현 지역 리그에서 곧바로 우승을 차지한 뒤 2005년 전 일본 대표팀 출신 국가대표 축구선수 다카기 다쿠야가 기술 이사로 취임한 이후 그 해에 클럽명을 'V-파렌 나가사키'로 변경했으며 2006년부터 일본 지역 리그 중 하나인 규슈 지역 리그에 참가해 준우승을 차지하는 성과를 거두었다.
그 후 2009년 J리그 연맹 멤버십에 신청한 이후 준가맹 클럽으로 승인되었고 그 해 2월에는 J리그 보드진과 미팅을 거친 이후 일본 풋볼 리그에 뛰어든 뒤 2012 시즌 JFL에서 우승을 차지하면서 J2리그로 승격하는 데에 성공했으며 이는 구단 역사상 최초의 J2리그 무대였다.
그리고 J2리그 2017에서 준우승을 차지하며 다음 시즌 J1리그로의 승격에 성공했는데 이는 구단 역사상 최초의 일이며 비록 J1리그 2018에서 18팀 중 최하위에 그치며 1시즌만에 J2리그로 강등되는 수모를 당했지만 이듬해인 2019 시즌 천황배에서는 구단 역사상 최초의 4강 진출이라는 새 역사를 썼다.

### 현역
참고: FIFA 자격 규정에 따라 소속된 국가대표팀 국기를 표시합니다. 선수는 복수의 FIFA 비회원국 국적을 가지고 있을 수 있습니다.
| 번호 | 포지션 | 국적 | 이름                  |
| ---- | ------ | ---- | --------------------- |
| 4    | DF     |      | 두두                  |
| 16   | MF     |      | 에머슨 데오슬레시아누 |

| 번호 | 포지션 | 국적 | 이름 |
| ---- | ------ | ---- | ---- |

## 역대 감독
| 감독                | 임기                    |
| ------------------- | ----------------------- |
| 다카기 다쿠야       | 2013년 - 2018년         |
| 데구라모리 마코토   | 2019년 - 2020년         |
| 요시다 다카유키     | 2021년 - 2021년 5월     |
| 마츠다히로시        | 2021년 5월 - 2022년 7월 |
| 파비오 카릴레       | 2022년 7월 - 2023년     |
| 시모타이라 다카히로 | 2024년 -                |

## 수상
- J2리그 : 준우승 (2017), 3위 (2020, 2024)
- 일본 풋볼 리그 : 우승 (2012)
- 일본 지역 리그 : 준우승 (2008 / 규슈 리그)
- 천황배 : 4강 (2019)